# بروس فان ديك
بروس فـان ديك (بالإنجليزية: Bruce Van Dyke)‏ هو لاعب كرة قدم أمريكية أمريكي، ولد في 6 أغسطس 1944 في لانكستر في الولايات المتحدة.

## وصلات خارجية
- بروس فـان ديك على موقع مرجع كرة القدم المحترفة.كوم (الإنجليزية)
- بروس فـان ديك على موقع قاعة ميسوري للمشاهير الرياضية (الإنجليزية)